# Boris Hambourg
Boris Hambourg (ur. 8 stycznia 1885 w Woroneżu, zm. 24 listopada 1954 w Toronto) – rosyjski wiolonczelista.

## Życiorys
Syn Michaiła. Uczył się gry na fortepianie u ojca, następnie pobierał lekcje gry na wiolonczeli u Herberta Walenna w Londynie. W latach 1898–1903 studiował we Frankfurcie nad Menem u Hugo Beckera (wiolonczela) i Iwana Knorra (kompozycja). W 1904 roku pobierał także lekcje u Eugène’a Ysaÿe’a, od którego zapożyczył technikę smyczkowania do gry na wiolonczeli.
Debiutował jako wiolonczelista w 1903 roku w Bad Pyrmont, następnie przez kilka lat koncertował. Grał w trio razem z braćmi. W 1911 roku osiadł w Toronto, gdzie wspólnie z ojcem i bratem Janem założył Hambourg Conservatory of Music. Od 1916 do 1951 roku pełnił funkcję dyrektora tej uczelni. W latach 1924–1946 występował wspólnie z Hart House Quartet.
Komponował utwory na wiolonczelę oraz pieśni.